# Live Scars
Live Scars è il primo album dal vivo del gruppo musicale statunitense thrash metal Dark Angel, pubblicato nel 1990 dalla Combat Records negli Stati Uniti d'America e dalla britannica Under One Flag in Europa.

## Tracce

### LP & Cassette Version
1. Leave Scars – 9:31
2. The Burning of Sodom – 3:32
3. Never to Rise Again – 4:09
4. The Promise of Agony – 8:50
5. We Have Arrived – 3:56

### CD Version
1. Leave Scars – 9:31
2. The Burning of Sodom – 3:32
3. Never to Rise Again – 4:09
4. Death is Certain (Life is Not) – 3:53
5. The Promise of Agony – 8:50
6. We Have Arrived – 3:56
7. The Death of Innocence – 5:36
8. I Don't Care About You – 3:21 – cover dei Fear

## Formazione
- Ron Rinehart – voce
- Eric Meyer – chitarra
- Brett Eriksen – chitarra
- Mike Gonzalez – basso
- Gene Hoglan – batteria